# 경주 빙씨
경주 빙씨(慶州 氷氏)는 경주시를 본관으로 하는 한국의 성씨이다.
경주 빙씨의 시조 빙여경은 명나라 출신으로 조선에 사신으로 온 후 그대로 조선에 귀화했다.

## 참고 자료
- “빙 [冰]” [冰]. 《NAVER 지식백과 (ネイバー知識百科)》. ネイバー. 2019년 9월 10일에 확인함.
- 朝鮮総督府 (1977) [1934].  朝鮮総督府, 편집. 《朝鮮の姓》 (일본어) 復刻版판. 東京 (京城府): 第一書房 (朝鮮総督府).
- 「새역사」역사편찬회 (2008) [2004].  「새역사」역사편찬회, 편집. 《한국인의 성씨와 족보（韓国人の姓氏と族譜）》 第3版판. ソウル: 図書出版オンブックス（도서출판 온북스 (onbooks)）. ISBN 8995435135.
- 金鎭宇; （김진우） (2010) [2009]. 《한국인의 역사（韓国人の歴史）》 第3刷판. 大田: 図書出版 春秋筆法（도서출판 춘추필법 ）. ISBN 9788996301202.
- 金光林 (2014). “A Comparison of the Korean and Japanese Approaches to Foreign Family Names” (PDF). 《Journal of cultural interaction in East Asia》 (영어) (東アジア文化交渉学会). 23면. 2016년 3월 27일에 원본 문서 (PDF)에서 보존된 문서.